# Naichau Kamo
Naichau Kamo (泣いちゃうかも Quizas llore hoy?) es el sencillo 38 de Morning Musume. Salió a la venta bajo el sello de Zetima el 16 de febrero de 2009 y quedó en el puesto 3 del Oricon semanal de sencillos. La versión Single V del sencillo se lanzó el 25 de febrero de 2009. El sencillo en CD se lanzó en tres ediciones: una edición regular y dos ediciones limitadas, cada una con diferentes portadas. La edición limitada A incluía DVD y la edición limitada B incluía un DVD diferente.

## Canciones del sencillo

### CD
- Naichau Kamo
- Yowamushi (弱虫;Cobarde) - Cantado por Risa Niigaki, y Sayumi Michishige
- Naichau Kamo (Instrumental)

### Edición Limitada A
- Naichau Kamo (Another Ver.)

### Edición Limitada B
- Naichau Kamo (Close-up Ver.)

### Single V
- Naichau Kamo (MV)
- Naichau Kamo (Dance Shot ver.)
- Making Eizou (メイキング映像)

### Event V
- Naichau Kamo (Takahashi Ai Close-up Ver.)
- Naichau Kamo (Niigaki Risa Close-up Ver.)
- Naichau Kamo (Kamei Eri Close-up Ver.)
- Naichau Kamo (Michishige Sayumi Close-up Ver.)
- Naichau Kamo (Tanaka Reina Close-up Ver.)
- Naichau Kamo (Kusumi Koharu Close-up Ver.)
- Naichau Kamo (Mitsui Aika Close-up Ver.)
- Naichau Kamo (Junjun Close-up Ver.)
- Naichau Kamo (Linlin Close-up Ver.)

## Miembros presentes en el sencillo
- 5ª Generación: Ai Takahashi, Risa Niigaki
- 6ª Generación: Eri Kamei, Sayumi Michishige, Reina Tanaka
- 7ª Generación: Koharu Kusumi
- 8ª Generación: Aika Mitsui, Junjun, Linlin

## Posiciones en Oricon y ventas
| Lun | Mar | Mie | Jue | Vie | Sab | Dom | Rango Semanal | Ventas |
| --- | --- | --- | --- | --- | --- | --- | ------------- | ------ |
| -   | 2   | 3   | 2   | 2   | 5   | 7   | 3             | 44 121 |
| 4   | 45  | 48  | 41  | 36  | 40  | 43  | 32            | 4010   |
| -   | -   | -   | -   | -   | -   | -   | 91            | 1183   |
| -   | -   | -   | -   | -   | -   | -   | 119           | 674    |
| -   | -   | -   | -   | -   | -   | -   | 183           | 325    |

Ventas totales: 50 313